# Црква Светог Архангела Гаврила у Чајетини
Црква Светог Архангела Гаврила припада жичкој епархији. Налази се у самом центру насеља Чајетина, на територији истоимене општине. Од Златибора је удаљена 5 километара, а од Ужица 20 километара. Црква је саграђена у 19. веку и у њој се налази најпознатији иконостас Златиборског округа.

## Историја цркве
Изградња цркве посвећене Сабору Светог Арханђела Гаврила у Чајетини започета је 1886. године на имању, које је унук рујанског војводе сердара Јована Мићића поклонио за изградњу цркве и школе. Угравирана 1890. година на левој и десној певници и сачувани документ, из исте године, о постављању свештеника Миливоја Обрадовића за првог пароха цркве, указују да је те године храм завршен и почео са опслуживањем. Цркву је освештао жички епископ Сава Дечански. Поред вредних икона, црква поседује и веома богату библиотеку верске и историјске литературе, комплете верских часописа и листова са 618 наслова. Поседује 47 богослужбених књига са посветама значајних личности СПЦ и државе. Највреднија књига је Јеванђеље, пренето из Сирогојнске цркве, штампано у Москви 1814. године. У Службенику, који се чува у цркви, штампаном у Кнежевини Србији 1838. године, а за који се претпоставља да је поклон краља Александра Обреновића постоји запис: „Био сам у Чајетинској цркви 20. августа 1893. године, Александар краљ Србије". 
Црква води уредан инвентар о укупно 56 предмета и књига велике културне и историјске вредности. У Летопису цркве забележена су имена 559 добротвора - утемељивача и 260 дародаваца. Године 1962. црква је обновљена и проширена дограђивањем припрате са звоником.

## Изглед цркве
Црква је једнобродна грађевина, са полукружном апсидом на источној страни, наосом и певничким параклисом. Свод је изнутра бачваст. На западној страни цркве призидан је звоник (1963), у горњем делу украшен прозорима, а у доњем делу има три просторије. У средњем је припрата, лево и десно црквена канцеларија и продавница за верске потребе. Исте године поправљен је и кров цркве, скинуто је кубе, а преко шиндре постављен цреп. У унутрашњем делу храма на мермерној плочи, уписано је 188 великих добротвора, а у црквеном летопису 559 добротвора утемељивача, као и 260 лица који су дали прилоге у разним предметима.
Овај храм данас чува велики број драгоцених икона, већим делом рађених на плеху, велику библиотеку са 618 часописа, 47 богослужбених књига са посветама најистакнутијих личности православне цркве и српких владара, које већином потичу из 19. века.

## Слава цркве
Црква слави Сабор Светог Архангела Гаврила, 26. јула, обележавајући га великом народном светковином и вашаром. Месец дана пред прославу вршене су припреме: угоститељи су набављали пиће, трговци разну рибу, а дан уочи славе стизали су и грнчари, лицидери, продавци бижутерије и воћа. Славље је почињало 25. јула бдењем у цркви које је трајало до поноћи. Раним јутром пристизали су верници, неки од верника су долазили и из удаљених села. Читавог дана 5—6 оркестара је забављало госте, а увече се весеље преносило у кафане. Госте Златибора одушевљавала је необична народна ношња окићена босиљком и кадивицом. Тако се некада обележавало славље овог храма.

## Обнова цркве
У априлу 2016. године, црквена општина Чајетина, на челу са црквеним одбором, донела је одлуку о обнови храма, уз помоћ верника и грађана. Први радови на покривци цркве већ су почели.